# Xiaosaurus
Xiaosaurus dashanpensis
Genre
Espèce
Xiaosaurus est un genre fossile de petits dinosaures ornithischiens bipèdes et herbivores de la famille des Fabrosauridae. Une seule espèce est rattachée au genre, Xiaosaurus dashanpensis.

## Historique
Il a été découvert dans la formation inférieure de Xiashaximiao qui se place dans la partie supérieure de la formation de Dashanpu affleurant au nord-est de la ville de Zigong dans le Sichuan en Chine. Cette formation est d'âge Jurassique moyen, probablement Bathonien, c'est-à-dire datée d'il y a environ 165 Ma (millions d'années).

## Description
À partir d'un fémur de 11 centimètres de long, la taille de l'animal a été estimée à environ 1 mètre.

## Classification
Les restes fragmentaires retrouvés pour cette espèce ne permettent pas de le placer clairement dans la taxonomie des ornithischiens. Un caractère autapomorphique évident, un humérus rectiligne en médio-latéral (c'est-à-dire vu de l'avant), confirme cependant qu'il s'agit bien d'un taxon propre.

## Systématique
Le genre Xiaosaurus et l'espèce Xiaosaurus dashanpensis ont été décrits en 1983 par les paléontologues chinois Dong Zhiming et Tang Zilu (d)

### Publication originale
- (zh) Dong Zhiming et Tang Zilu, « 四川自贡大山铺蜀龙动物群简报——Ⅱ.鸟脚类 » [« New ornithopod genus from the Middle Jurassic of Sichuan Basin, China »], Vertebrata Palasiatica, Chine, vol. 21, no 2,‎ 1983, p. 168-172 ; 189 (ISSN 1000-3118).